# مركز تشانغشا ميكسيهو العالمي للفنون والثقافة
مركز تشانغشا ميكسيهو العالمي للفنون والثقافة هو مركز فنون وثقافة في الصين، يتسع ل1800 مقعدًا. يقع المركز على مساحة 115,000 مترًا مربعًا، وقد تم تصميمه على شكل تموجات فريدة منفصلة تليق بصرح للثقافة والفنون. يتكون المتحف من مسرح ضخم ومتحف للفن المعاصر وقاعة متعددة الاستخدامات في مباني منفصلة ومتجاورة لتمنح الزائرين القادمين من كل مكان تجربة ثقافية قوية تسمح لهم بالالتقاء والتبادل الثقافي بمختلف أسباب قدومهم. كما يتميز المبنى بإطلالة ساحرة على بحيرة ميكسي مع مدخل لجزيرة فيستيفال.